# كارل فيرستنبيرغ
كارل فيرستنبيرغ (بالألمانية: Carl Fürstenberg)‏ هو مصرفي ألماني، ولد في 28 أغسطس 1850 في غدانسك في بولندا، وتوفي في 9 فبراير 1933 في برلين في ألمانيا.